# Josef Bradl
Josef „Sepp“ Bradl (auch Bubi oder Buwi Bradl; * 8. Januar 1918 in Wasserburg am Inn, Bayern; † 3. März 1982 in Mühlbach am Hochkönig, Salzburg) war ein österreichischer Skispringer und Skisprungtrainer; von 1938, nach dem „Anschluss“ Österreichs, bis 1941 startete er in der Mannschaft des Deutschen Reiches. 1936 sprang er als erster Mensch auf Skiern über 100 m weit.

## Werdegang
Bradl kam 1918 als Kind eines Tiroler Bergmannes, der im Kupferbergwerk in Mühlbach am Hochkönig arbeitete, und einer Oberösterreicherin zur Welt. Sein Vater starb bei einem Unfall beim Bergsteigen am Hochkönig in den Armen seines damals 12-jährigen Sohnes. In Mühlbach war 1908 ein Skiclub gegründet worden und die Kinder konnten im Rahmen des schulischen Turnunterrichtes Ski fahren. 1912 wurde, initiiert von dem norwegischen Direktor des Bergwerks, die erste Skisprungschanze des Landes errichtet, auf der auch Bradl zu trainieren begann. 1933, als 15-Jähriger, stand er dort seinen ersten 50-Meter-Sprung. Im selben Jahr schickte ihn Peter Radacher, selbst nordischer Skisportler und damals Pächter des Arthurhauses unweit der Sprungschanze, nach Innsbruck, wo der Skispringer Birger Ruud (Sieger auf der Normalschanze bei den Olympischen Winterspielen 1932) unterrichtete.
Im Vorfeld der IV. Olympischen Winterspiele in Garmisch-Partenkirchen erreichte er am 1. Jänner 1936 beim Eröffnungsspringen auf der Olympiaschanze den fünften Platz mit einer Weite von 82 Meter. Da er mit den Händen den Boden berührt hatte, wurde der Sprung als „gestürzt“ gewertet. Am 11. Februar 1936 erzielte er bei einem Probespringen auf der Olympiaschanze beim dritten Sprung 79 Meter, stürzte jedoch und blieb bewusstlos liegen. Er wurde ins Olympiaspital gebracht, wo die Ärzte außer einer leichten Gehirnerschütterung keine weiteren Verletzungen diagnostizierten und dem Patienten zwei Tage Bettruhe verordneten. Am 16. Februar belegte er bei den Olympischen Spielen mit Weiten von 64 und 70½ Meter mit einer Gesamtnote von 204 als bester Österreicher Platz 19.
Am 24. Februar 1936 belegte er beim Skispringen in Seefeld in Tirol mit einer Note von 321,9 den sechsten Platz und wurde damit zweitbester Österreicher hinter Rudolf Rieger. Bei der Österreichischen Ski-Meisterschaft in Mallnitz wurde er am 28. Februar 1936 in der Klasse der Jungmannen Zweiter im Langlauf über 9 km. Einen Tag später belegte er den zweiten Platz im Abfahrtslauf.
Einen Monat nach den Olympischen Spielen fand ein Skispringen auf der neu errichteten Bloudkova Velikanka, der damals größten Schanze, im slowenischen Planica statt. Am 15. März gelang Bradl im zweiten Durchgang mit einer Weite von 101 m der erste Sprung eines Menschen mit Skiern über 100 m. Josef Bradl wurde der Ehrenbecher des Königs überreicht, wobei die Österreichische Bundeshymne intoniert wurde und das „anwesende Publikum in stürmische Zivio- und Heil-Rufe ausbrach“.
Bradl wurde im Sommer 1937 wegen Betätigung für die NSDAP verhaftet, er war Mitglied der illegalen SA.
Seit seiner Schulzeit war er arbeitslos, weil seine verwitwete Mutter das Lehrgeld für eine Lehrstelle nicht aufbringen konnte, und hatte nur unregelmäßig ein wenig Verdienst im Freiwilligen Arbeitsdienst. Nun erhielt er eine Lehrstelle bei dem Trachtenmodenunternehmen Lanz, von dessen Inhaber Willi Lanz er gefördert und stets zum Training freigestellt wurde. Bei den Nordischen Skiweltmeisterschaften 1937 in Chamonix wurde er Fünfter, im Jahr darauf bei den Weltmeisterschaften 1938 in Lahti Vierter. Im selben Jahr gelang ihm, wieder auf der Schanze in Planica, die Verbesserung seines Weltrekordes auf 107 Meter.
Mit dem „Anschluss“ Österreichs an das Deutsche Reich im März 1938 wurde er Teil der deutschen Mannschaft. Bei den Nordischen Skiweltmeisterschaften 1939 auf der Großschanze in Zakopane wurde er Weltmeister. Im selben Jahr gewann er auch in Oberhof die Deutsche Meisterschaft, ein Erfolg, den er 1941 in Spindlermühle wiederholen konnte.
Nach dem Ende des Zweiten Weltkrieges stand er 1946 „aus politischen Gründen bei Skirennen nicht zur Verfügung“. Er wurde wegen seiner NS-Belastung im Lager Glasenbach inhaftiert. Jedoch konnte er im Jänner 1947 nach Mühlbach am Hochkönig zurückkehren und an der Bischofshofener Sprungschanze das Training wieder aufnehmen. Kurz zuvor hatte „Österreichs bisher erfolgreichster Skispringer“ wieder eine Starterlaubnis erhalten. Bei den ASKÖ-Skimeisterschaften in Villach konnte er mit einem Sprung über 72,5 m an seine alten Erfolge anknüpfen. Im Dezember 1947 zählte er zu den vierzehn besten Skispringern Österreichs und fungierte als Trainingsleiter. Zu einem Eklat kam es im Jänner 1948, als er nicht zu den Olympischen Winterspielen 1948 in St. Moritz reisen durfte. Hierüber berichtete die Presse:

„Josef Bradl wurde bekanntlich während des nationalsozialistischen Regimes für seine erfolgreiche sportliche Betätigung ohne sein Zutun in der Stufenleiter der SA von Fall zu Fall höher gereiht, so daß er schließlich als ‚Obersturmführer‘ rangierte. Diese ‚ehrenhalber‘ verliehene Charge ist nunmehr der Anlaß, daß Bradl von der Fremdenpolizei in Bern die Einreise in die Schweiz verweigert wird, obwohl Bundespräsident Dr. Renner auf Grund der Besonderheit des Falles den Skispringer Josef Bradl, für dessen Entregistrierung sich auch die Vertreter der drei politischen Parteien einsetzten, im Gnadenweg von den Sühnefolgen befreit hat.“

Ende Jänner wurde Bradl die Einreise endgültig verweigert, was in Österreich kritisiert wurde:

„Damit hat der ‚Fall Bradl‘ den Schlußpunkt erhalten und geht als unrühmliches Kapitel in die Geschichte der Olympischen Winterspiele ein, die doch bei jeder Gelegenheit als das Symbol des Friedens und der Völkerverbundenheit hingestellt werden.“

Bei den Winterspielen 1952 in Oslo trug er als erster Skispringer seit dem Finnen Armas Palmros 1924 während der Eröffnungsfeier die Fahne seines Landes. Im Wettbewerb stürzte Bradl jedoch im ersten Durchgang. Am 7. Jänner 1951 hatte er hingegen auf der Bergiselschanze in Innsbruck vor Kjell Knarvik (NOR) und Fritz Tschannen (SUI) gewonnen und erfolgreich beendete er auch im Jahr 1953 als Gesamtsieger die erste Vierschanzentournee. Er ist mit 35 Jahren und 3 Tagen bei seinem Triumph in der Saison 1953 bis heute der älteste Gesamtsieger der Vierschanzentournee und zugleich auch mit genau 38 Jahren, bei seinem zweiten Platz in der Saison 1955/56, der älteste Springer, der jemals auf dem Podest war. Von 1947, den ersten Österreichischen Meisterschaften nach dem Zweiten Weltkrieg, bis 1956 gewann Bradl bei österreichischen Meisterschaften acht Gold- und je eine Silber- und Bronzemedaille.
Ab 1958 war Bradl als Trainer aktiv. Unter anderem betreute er die deutsche und viele Jahre die österreichische Skisprung-Nationalmannschaft. Unter den von ihm betreuten Springern waren unter anderem Otto Leodolter, Reinhold Bachler, Willi Egger, Walter Habersatter, Willi Köstinger, Walter Steinegger, Peter Müller und Baldur Preiml. 1973 beendete er seine Tätigkeit als Trainer. Bis zu seinem Tod führte er zusammen mit seiner Frau Paula den Alpengasthof Rupertihaus in Mühlbach am Hochkönig, den er mit Trainingsräumen und zwei Sprungschanzen zu einem Trainingszentrum ausgebaut hatte.
Das Sepp-Bradl-Stadion in Bischofshofen mit der Paul-Außerleitner-Schanze ist nach ihm benannt. An der rechten Seite des Aufsprunghügels steht dort das ihm zu Ehren errichtete Buwi-Bradl-Denkmal.

## Erfolge

### Olympische Winterspiele
- Garmisch-Partenkirchen 1936: 19. Sprunglauf
- Oslo 1952: DNF Sprunglauf
- Cortina d’Ampezzo 1956: 12. Sprunglauf Normalschanze

### Weltmeisterschaften
- Chamonix 1937: 5. Sprunglauf Normalschanze
- Lahti 1938: 4. Sprunglauf Normalschanze
- Zakopane 1939: 1. Sprunglauf Normalschanze
- Cortina d’Ampezzo 1941: 5. Sprunglauf Normalschanze (inoffiziell)
- Falun 1954: 10. Sprunglauf Normalschanze

### Nationale Meisterschaften
Österreichische Ski-Meisterschaften:
- Tschagguns 1947: 1. Sprunglauf; 3. Nordische Kombination (1. Kombinationssprunglauf, 7. Kombinationslanglauf)
- Bad Hofgastein 1948: 1. Sprunglauf
- Windischgarsten 1951: 1. Sprunglauf
- Semmering 1952:  1. Sprunglauf
- Innsbruck 1953:  1. Sprunglauf
- Bad Hofgastein 1954:  1. Sprunglauf
- Semmering 1955:  2. Sprunglauf; 1. Nordische Kombination
- Lienz 1956:  1. Sprunglauf

Deutsche Ski-Meisterschaften:
- Oberhof 1939: 1. Sprunglauf
- Spindlermühle 1941: 1. Sprunglauf

### Weltrekorde
| #  | Schanze                    | Ort     | Land        | Weite   | aufgestellt am | Rekord bis    |
| -- | -------------------------- | ------- | ----------- | ------- | -------------- | ------------- |
| 42 | Bloudkova velikanka (K106) | Planica | Jugoslawien | 101,5 m | 15. März 1936  | 15. März 1938 |
| 43 | Bloudkova velikanka (K106) | Planica | Jugoslawien | 107,0 m | 15. März 1938  | 2. März 1941  |

### Schanzenrekorde
| Schanze                   | Ort           | Land       | Weite   | aufgestellt am    | Rekord bis        |
| ------------------------- | ------------- | ---------- | ------- | ----------------- | ----------------- |
| Paul-Außerleitner-Schanze | Bischofshofen | Österreich | 86,0 m  | 26. Dezember 1947 | 27. Dezember 1947 |
| Paul-Außerleitner-Schanze | Bischofshofen | Österreich | 94,0 m  | 27. Dezember 1948 | 27. Februar 1949  |
| Paul-Außerleitner-Schanze | Bischofshofen | Österreich | 107,5 m | 27. Dezember 1948 | 6. Januar 1952    |
| Paul-Außerleitner-Schanze | Bischofshofen | Österreich | 101,0 m | 11. Januar 1952   | 11. Januar 1953   |